# Macrophyllum macrophyllum
Macrophyllum macrophyllum е вид бозайник от семейство Американски листоноси прилепи (Phyllostomidae).

## Разпространение
Видът е разпространен в Южна и Централна Америка. Среща се в Бразилия, Перу, Еквадор, Боливия, Венецуела, Коста Рика, Хондурас, Гватемала, Никарагуа и някои части от южно Мексико.